# Мартиг
Мартиг (фр. Martigues) град је у Француској, у департману Ушће Роне.
По подацима из 1999. године број становника у месту је био 43.493.

## Демографија
| 1962.  | 1968.  | 1975.  | 1982.  | 1990.  | 1999.  | 2011.  |
| ------ | ------ | ------ | ------ | ------ | ------ | ------ |
| 21.515 | 27.945 | 26.477 | 42.037 | 42.678 | 43.493 | 47.614 |